# Nikoljac
Nikoljac (cyr. Никољац) – miasto w Czarnogórze, w gminie Bijelo Polje. W 2011 roku liczyło 1998 mieszkańców.